# 이가 철도 이가선
이가 선(일본어: 伊賀線)은 이가 철도 유일한 철도 노선이다. 이가우에노역과 이가칸베 역을 잇는다. 전 구간이 미에현 이가시에 위치한다.
2007년 10월 1일부터 긴키 닛폰 철도에서부터 이가 철도에 이관되었다. 그러나 철도 시설은 긴키 닛폰 철도가 계속 보유한다.

## 운행 형태
이가우에노 역 ~ 우에노 시 역 구간 구간을 운행되는 열차와 우에노 시 역 ~ 이가칸베 역 구간을 운행되는 열차로 나뉜다.

## 차량
- 200계(ja)

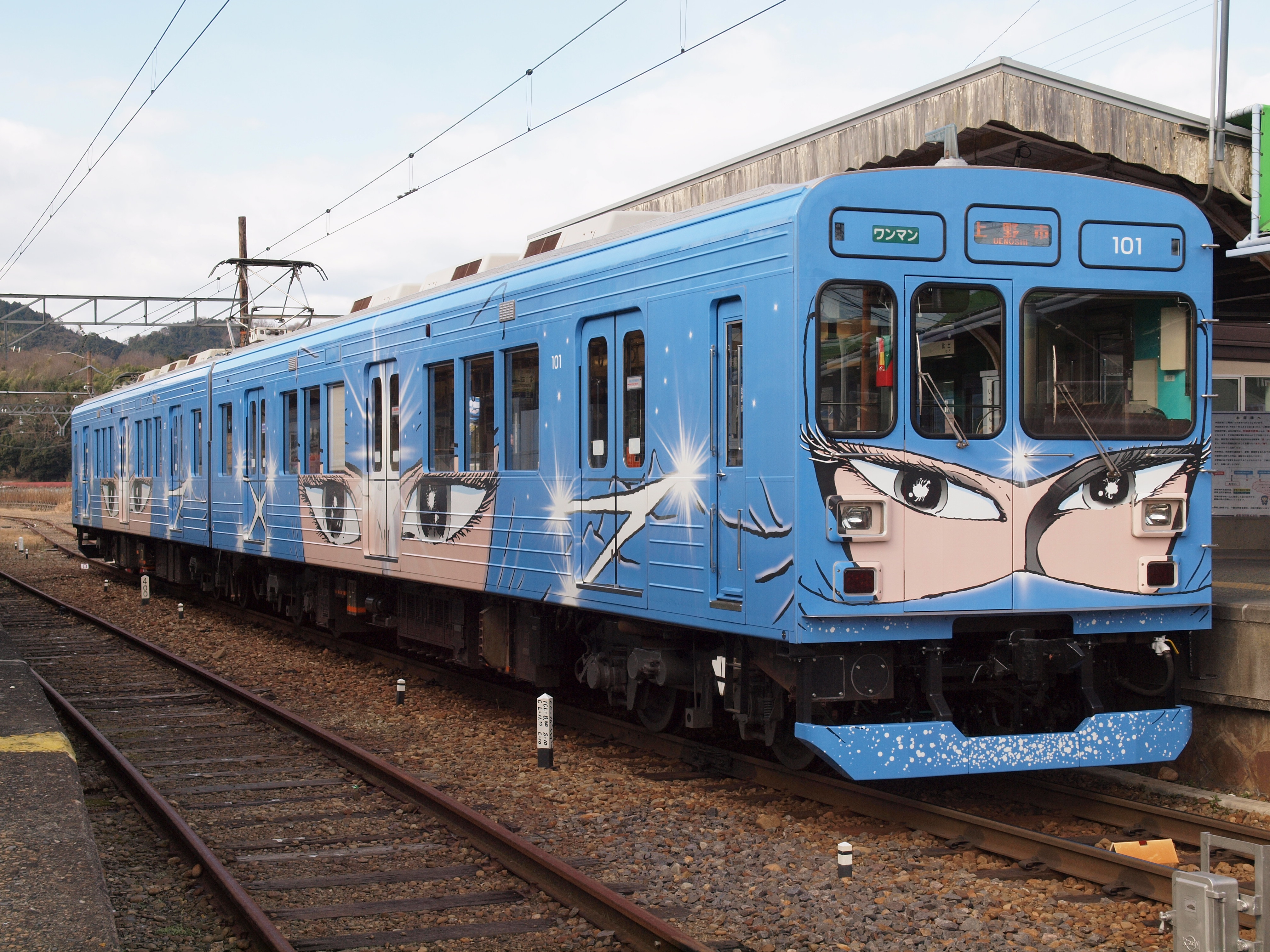
200계

### 퇴역 차량
- 860계(ja, 2012년 7월 운행 종료)

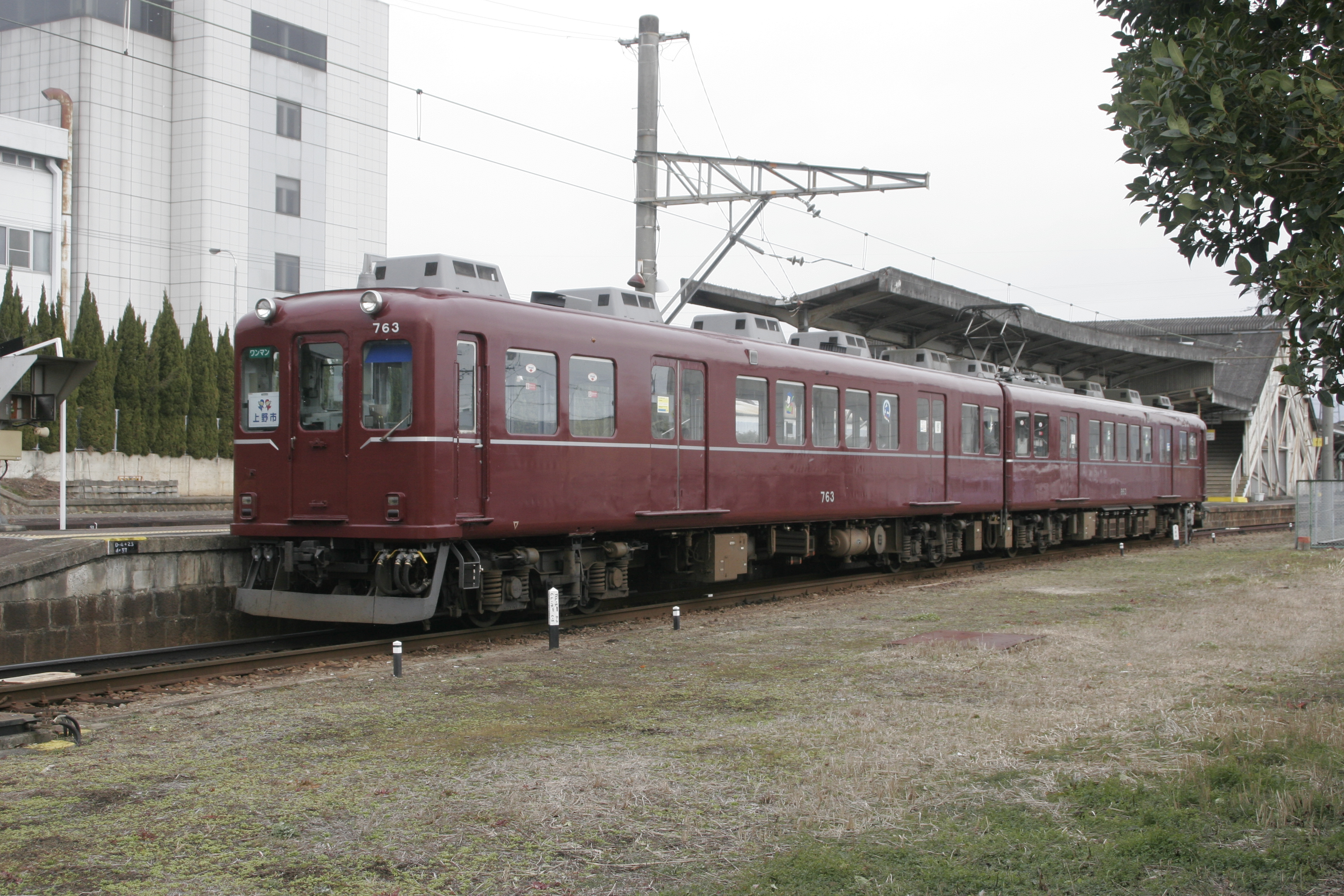
860계

## 역 목록
- 전 구간 미에현 이가시에 위치한다.

| 역 이름    | 일본어 이름 | 영업 거리 (km) | 접속 노선                   |
| ---------- | ----------- | -------------- | --------------------------- |
| 이가우에노 | 伊賀上野    | 0.0            | 서일본 여객철도 간사이 본선 |
| 니이       | 新居        | 0.8            |                             |
| 니시오테   | 西大手      | 3.3            |                             |
| 우에노 시  | 上野市      | 3.9            |                             |
| 히로코지   | 広小路      | 4.4            |                             |
| 가야마치   | 茅町        | 5.0            |                             |
| 구와마치   | 桑町        | 5.8            |                             |
| 시주쿠     | 四十九      | 6.5            |                             |
| 이다미치   | 猪田道      | 8.0            |                             |
| 이치베     | 市部        | 9.2            |                             |
| 이나코     | 依那古      | 10.6           |                             |
| 마루야마   | 丸山        | 11.9           |                             |
| 우에바야시 | 上林        | 13.0           |                             |
| 히도       | 比土        | 15.6           |                             |
| 이가칸베   | 伊賀神戸    | 16.6           | 긴키 닛폰 철도 오사카 선    |